# Rebecca Hobbs
Pour les articles homonymes, voir Rebecca et Hobbs.
Rebecca Hobbs, née à Auckland, est une actrice, scénariste, productrice et réalisatrice néo-zélandaise.

## Biographie
Rebecca Hobbs a commencé sa carrière d'actrice avec un rôle d'infirmière dans la série Shortland Street.

## Filmographie

### Comme actrice
- 1992 : Shortland Street (série télévisée) : infirmière Annie Flynn (1994-1995)[1] / infirmière Kate Larsen (1999-2001)
- 1992 : Absent Without Leave : la sœur de Daisy
- 1995-1996 : Hercules: The Legendary Journeys (série télévisée) : Katrina / Elora (3 épisodes)
- 1997 : Big Sky (en) (série télévisée) : Jane Leighton
- 1997 : The Ugly : docteure Karen Schumaker
- 1997 : Fréquence Crime (Murder Call) (série télévisée) : Suzanne Delacorte
- 1997 : Larger than Life (court métrage) : Jo
- 1998 : Brigade des mers (Water Rats) (série télévisée) : Liz Robinson (10 épisodes)
- 1999 : Siam Sunset : Jane
- 1999 : All Saints (en) (série télévisée) : Rachel Baumann
- 2000 : Lost Souls : la publiciste
- 2001 : Mercy Peak (série télévisée) : Bridget
- 2003 : Lucy (téléfilm) : Vivian Vance
- 2004 : Légitimes défenses (en) (Deceit) (téléfilm) : Caroline Manchester
- 2005 : Holby City (série télévisée) : Sophie Burrell
- 2008 : Burying Brian (série télévisée) : Gerri Marchand (6 épisodes)
- 2009 : Act of God : Lawson / Ms Draper

### Comme scénariste
- 2000 : Street Legal (en) (série télévisée)
- 2002 : Tick (court métrage)
- 2003-2005 : P.E.T. Detectives (série télévisée) (13 épisodes)
- 2005-2006 : Dream Team (série télévisée) (4 épisodes)

### Comme productrice associée
- 2003-2005 : P.E.T. Detectives (série télévisée) (13 épisodes)

### Comme réalisatrice
- 2002 : Tick (court métrage)